# Isaac Puente
Isaac Puente, (1896—1936), var en baskisk spansk anarkist och läkare aktiv i CNT och mördad av Francos soldater under Spanska inbördeskriget. Han verkade för förbättrad hygien, för feminism och mot prostitution.
I Isaac Puente: Frihetlig kommunism. förklarar han på ett enkelt och klart sätt den kommunistiska anarkismens samhällsorganisation utifrån de spanska (men också andra) erfarenheterna.

## Citat
Den fria kommunen är samorganisationen, arbetarrådet, på en liten ort eller i en by. Den har suveränitet i de frågor som rör orten - en institution av gammalt datum, som nu är berövad sin auktoritet av de politiska institutionerna men som kan återvinna den genom att organisera det lokala livet.